# Trận Tinian
Trận Tinian là một trận chiến trong Chiến tranh Thái Bình Dương diễn ra trên đảo Tinian thuộc quần đảo Mariana từ ngày 24 tháng 7 đến ngày 1 tháng 8 năm 1944 giữa Mỹ và Đế quốc Nhật Bản. Kết quả là thủy quân lục chiến Mỹ chiếm được đảo sau hơn 1 tuần giao tranh.

## Bối cảnh
Chiến thắng của quân Mỹ trong trận Saipan khiến cho Tinian, một hòn đảo cách Saipan 5,6 kilomét (3,5 dặm) về phía Nam, trở thành mục tiêu tiếp theo trong chiến dịch chiếm quần đảo Mariana. Chỉ huy việc phòng thủ của quân đội Nhật trên đảo do Đại tá Kiyochi Ogata phụ trách.

## Diễn biến
Dưới sự yểm trợ bằng các cuộc oanh tạc của không quân và bắn phá bằng pháo binh từ đảo Saipan, Sư đoàn Hải quân số 2 và số 4 đổ bộ lên đảo vào ngày 24 tháng 7-1944. Quân Mỹ đã đánh lạc hướng quân Nhật khỏi nơi đổ bộ thật sự là phía Bắc đảo, nhằm vào thị trấn chính phía Nam đảo. Do đó tàu USS Colorado và tàu khu trục USS Norman Scott đều bị bắn phá bởi đạn pháo 6 inch xuất phát từ đất liền. Chiếc Colorado bị bắn trúng 22 lần, mất 44 người, còn Norman Scott bị bắn trúng 6 lần, giết chết thuyền trưởng Seymore Owens và 22 thủy thủ.
Quân Nhật tiếp tục sử dụng chiến thuật đã được áp dụng trên đảo Saipan là rút lui vào ban ngày và tấn công vào ban đêm. Địa hình tương đối bằng phẳng của đảo cho phép bên tấn công có thể sử dụng hiệu quả xe tăng và pháo hơn địa hình nhiều núi của Saipan, do đó quân Nhật chỉ có thể kháng cự trong 9 ngày. Đến ngày 31 tháng 7, những lính Nhật còn sống bắt đầu chuyển sang thực hiện những cuộc tấn công tự sát.
Đây là trận đánh đầu tiên có dùng đến bom napan trên mặt trận Thái Bình Dương. Trong 120 quả bom được thả trong suốt chiến dịch, 25 quả chứa hỗn hợp napan, phần còn lại chứa hỗn hợp nhiên liệu dễ cháy và dầu. Chỉ có 14 quả trong số đó không phát nổ, sau đó có 8 quả được kích hoạt. Tất cả đều được thả xuống bởi máy bay P-47 Thunderbolt để tiêu diệt các mục tiêu ngụy trang của quân Nhật.

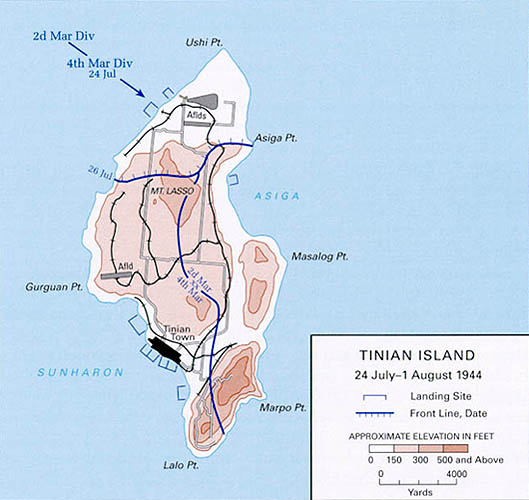
Bản đồ trận đánh.

## Kết quả
Cũng giống như phần lớn các trận đánh khác ở Thái Bình Dương, thương vong của quân Nhật nặng nề hơn quân Mỹ rất nhiều. 8.010 lính Nhật tử trận và chỉ có 313 người bị bắt làm tù binh. Về phía Mỹ chỉ chịu tổn thất 328 người tử trận và 1.571 bị thương. Vài trăm lính Nhật lẩn trốn vào rừng và tiếp tục chiến đấu du kích cho đến hết cuộc chiến. Họ được chỉ huy bởi Trung úy Kinichi Yamada trên hòn đảo san hô Aguijan về phía Nam của Tinian và chỉ đầu hàng vào ngày 4 tháng 12 năm 1945. Tuy nhiên mãi cho đến năm 1953, người lính Nhật cuối cùng trên đảo là Murata Susumu mới bị bắt giữ.
Sau trận đánh, Tinian trở thành một trong những căn cứ quan trọng nhất cho những trận đánh và chiến dịch khác của quân Đồng Minh trong chiến tranh Thái Bình Dương. Căn cứ có một trại lính đáp ứng được cho 50.000 quân đồn trú. Ngay sau khi trận đánh vừa kết thúc 15.000 công binh thuộc Tiểu đoàn Seabees được cử tới đảo gấp rút xây dựng 6 đường băng 2.400 mét cho các oanh tạc cơ hạng nặng pháo đài bay B-29 cất cánh thực hiện oanh tạc vào các mục tiêu ở Philippines, quần đảo Ryukyu và lãnh thổ Nhật Bản, kể cả vụ ném bom nguyên tử xuống Hiroshima và Nagasaki.